# Thesprotia graminis
Thesprotia graminis – gatunek modliszek z rodziny Thespidae.
Gatunek ten został opisany w 1878 roku przez Samuela Hubbarda Scuddera jako Oligonyx graminis.
Modliszka smuklejsza niż Gonatista grisea. Przedplecze wyraźnie dłuższe niż szersze, z przodu zwężone w czubek u którego osadzone są przednie odnóża. Tylna część przedplecza 3-4 razy dłuższa niż część przednia. Przednie uda ponad dwukrotnie dłuższe od przednich goleni. Na przednich goleniach kilka ząbków oraz co najmniej jeden ząb grzbietowy.
Gatunek znany ze Stanów Zjednoczonych, w tym z Florydy.